# Tischstativ

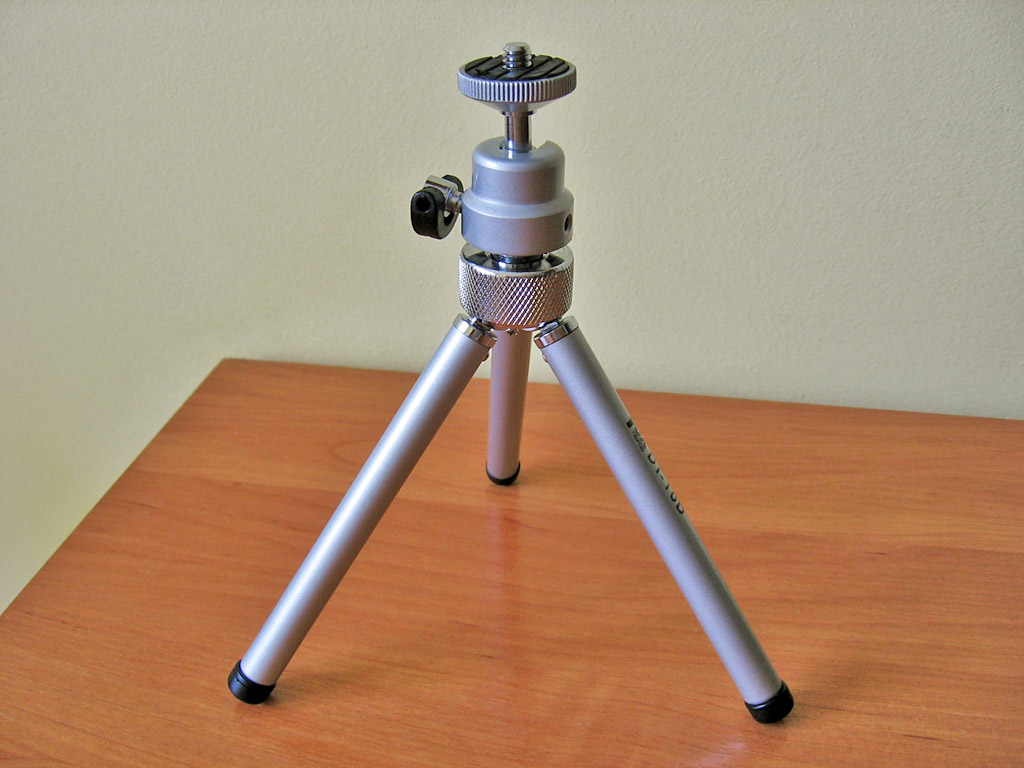
Tischstativ

Ein Tischstativ in der Film- und Fototechnik ist ein Stativ mit geringen Ausmaßen und leichter Konstruktion, das meist zusätzlich auf ein Hilfsmittel wie einen Tisch gestellt werden muss, um die Kamera in eine übliche Aufnahmeposition zu bringen. Es ist dadurch gut für das kleine und leichte Fotogepäck geeignet. Die Kamera wird in der Regel über einen Kugelkopf ausgerichtet.
Eingesetzt wird es zur Vermeidung von Verwacklungsunschärfe bei langen Belichtungszeiten und für Aufnahmen mit Selbstauslöser, sofern ein größeres Stativ nicht vorhanden ist, oder wenn der Platz am Aufnahmeort für ein größeres Stativ nicht ausreicht.
Für astronomische Fernrohre gibt es massive, etwa 30–40 cm hohe Tischstative, die Montierungen bis etwa 10 kg tragen können.

## Stabilität
Die meisten Tischstative eignen sich für Kompaktkameras bis maximal für eine Spiegelreflexkamera mit Standardobjektiv oder vergleichbare Videokameras. Die Standfestigkeit des Tischstativs insgesamt ist abhängig vom Material, dem Winkel und der Länge der Standbeine, dem Gewicht der Kamera, der Platzierung des Stativgewindes an der Kamera wie auch der Tragfähigkeit des Kugelkopfes. Zur zusätzlichen Absicherung gegen Abstürze der Kamera ist eine Handschlaufe, Schulterriemen u. ä. empfehlenswert.
Die Stabilisierungsleistung einfacher Tischstative liegt deutlich unter derjenigen der meisten größeren Stative. Erschütterungen der Kamera durch interne (Spiegelschlag, Verschlussbewegung) oder externe Einflüsse (Wind, Berührung beim Auslösen) werden nur unzureichend abgefangen. Der Einsatz von Selbstauslöser, Fernbedienung/Drahtauslöser sowie bei Spiegelreflexkameras der Spiegelvorauslösung kann helfen, Verwackeln zu vermindern.

## Kombiniertes Tisch- und Klemmstativ

Kombiniertes Tisch- und Klemmstativ: Übersicht und typischer Einsatz

Die rechte Abbildung zeigt eine Sonderform: Dieses 14 cm hohe Tischstativ hat nicht nur drei anschraubbare Beine, um es auf einen Tisch zu stellen, sondern verfügt über zwei Alternativen dazu:
1. Eine kleine Schraubzwinge, mit der man es an einer Platte, Stange o. ä. festklemmen kann (Klemmstativ).
2. Einen im Griff verstauten Dorn, mit dem das Stativ beispielsweise in einen Zaunpfahl eingeschraubt werden kann.